# Han Seung-woo
Han Seung-woo (Busan, 24 dicembre 1994) è un cantautore, rapper, ballerino e attore sudcoreano.
Ha debuttato nel 2016 nel gruppo musicale Victon. Nel 2019 si è classificato terzo a Produce X 101, diventando un membro degli X1. Ha debuttato come solista nell'agosto 2020 con l'EP Fame.

## Carriera

### Pre-debutto
Han nasce il 24 dicembre 1994 a Busan, in Corea del Sud. Egli ha due sorelle maggiori, tra cui la cantante e attrice Han Sun-hwa. Non aveva mai considerato di entrare nell'industria musicale, ed era un atleta appassionato durante tutto il periodo delle elementari e delle medie, finché un infortunio non lo ha costretto a smettere. Malgrado una opposizione del padre, ha poi fatto un'audizione per Play M Entertainment, superandola con successo, e si trasferisce a Seul nel 2014, dopo aver completato la scuola superiore.

### 2016–2019: Debutto con i Victon
Han è stato scelto come membro del nuovo gruppo maschile di Play M (allora Plan A), il quale era provvisoriamente chiamato "Plan A Boys", ed ha partecipato nel loro reality show pre-debutto Me and 7 Men.
Nel novembre 2016 ha debuttato nei Victon, come leader del gruppo. Ha partecipato nella scrittura di tre canzoni del loro primo EP Voice to New World, incluso il singolo "What Time Is It Now?".

### 2019–presente:Produce X 101, X1, e debutto da solista
Nel 2019 ha partecipato a Produce X 101, piazzandosi al terzo posto con 1,079,200 voti, quindi debuttando nel gruppo X1. Il contratto degli X1 era originalmente di cinque anni, ma Han è ritornato a promuovere con i Victon in seguito allo scioglimento degli X1 a febbraio 2020 a causa di una controversia di manipolazione dei voti.
A febbraio, Han ha tenuto un fan meeting, per poi ritornare a promuovere con i Victon per il loro EP Continuous, che è stato pubblicato a marzo dello stesso anno.
Il 10 agosto 2020 Han ha fatto il suo debutto solistico con l'EP Fame. "Sacrifice" è il brano principale dell'EP, il quale è stato scritto da egli stesso. L'EP ha raggiunto la seconda posizione nella classifica di Gaon Chart per gli album, vendendo più di 30 000 copie dopo il primo giorno.
Nel settembre 2020 è andato a King of Mask Singer, sotto il nome di "Blue Flag".
Nel marzo 2021 è stato annunciato che Han avrebbe fatto il suo debutto da attore nel web drama Love #Hashtag.
Nel giugno 2021 Han ha annunciato che si sarebbe arruolato per il suo servizio di leva obbligatoria il 26 luglio. Prima dell'arruolamento ha pubblicato il suo secondo EP Fade il 28 giugno, con "See You Again" come singolo.

## Discografia

### EP
- 2020 – Fame
- 2021 – Fade

### Singoli
- 2020 – Sacrifice
- 2021 – See You Again

## Filmografia

### Serie TV
- 2021 – Love #Hashtag

### Show televisivi
- 2019 – Produce X 101
- 2020 – Bongmyeon ga-wang